# Siergiej Wawiłow
Siergiej Iwanowicz Wawiłow (ros. Серге́й Ива́нович Вави́лов, ur. 12 marca?/24 marca 1891 w Moskwie, zm. 25 stycznia 1951 tamże) – rosyjski fizyk, powszechnie uważany za twórcę mikrooptyki.

## Życiorys
Był młodszym bratem genetyka Nikołaja Wawiłowa. Z jego imieniem związany jest rozwój w ZSRR nauki o świetle i jego oddziaływaniu z materią. Uczony ten łączył w swojej pracy badawczej szerokie uogólnienia teoretyczne z głęboką analizą eksperymentalną odkrytych faktów. Dzięki jego pracy znalazła wyjaśnienie znaczna liczba podstawowych prawidłowości rządzących zjawiskami pochłaniania i emisji światła przez złożone układy molekularne. Ten kierunek zainteresowań wyniósł on, będąc jeszcze studentem (studia rozpoczął w 1909 r.), z laboratorium Piotra Lebiediewa. W latach 1914–1918 został powołany do wojska, gdzie pomimo trudnych warunków nie przerwał pracy naukowej – zawsze był przede wszystkim fizykiem – jakkolwiek z konieczności praca jego obejmowała wówczas zagadnienia radiotechniki.
Całą późniejszą działalność naukową poświęcił Wawiłow badaniu zjawisk fluorescencji i fosforescencji, a zwłaszcza wygaszania i polaryzacji fluorescencji. W pracach tych teoria idzie razem z doświadczeniem. Wawiłow potrafił powiązać ze sobą różnorodne, niejednokrotnie sprzeczne na pierwszy rzut oka fakty, w jednolity system.
W 1934 r. Pawieł Czerenkow, aspirant Wawiłowa, odkrył niezwykłe zjawisko polegające na wzbudzaniu świecenia cieczy przez promienie β pochodzące z preparatów promieniotwórczych (promieniowanie Czerenkowa). Wawiłow wraz z Ilją Frankiem i Igorem Tammem wytłumaczył to zjawisko jako świecenie elektronu, który porusza się w danej cieczy z prędkością większą od prędkości fazowej światła w tej cieczy.
Wawiłow, wybrany w 1932 r. na rzeczywistego członka Akademii Nauk ZSRR, był uczonym przejawiającym żywe zainteresowanie badaniami historycznymi. Przeprowadził m.in. ciekawą analizę prac optycznych Newtona.
W 1945 r. został wybrany prezesem Akademii Nauk ZSRR i pozostał na tym stanowisku do śmierci.
Niezwykle było u tego uczonego, tak zamiłowanego w badaniach podstawowych, przekonanie o konieczności jak najściślejszego twórczego związku nauki z praktyką z produkcją (np. rozpowszechnianie metody analizy luminescencyjnej, opracowanie lamp luminescencyjnych).
Wawiłow opublikował ponad 100 prac oryginalnych oraz wielką liczbę popularnych. Wyniki 30-letnich badań zebrał i uogólnił w swojej ostatniej publikacji pt. Mikrostruktura światła (1950).
Za swoją działalność był odznaczony wieloma orderami i nagrodami, m.in. dwukrotnie Orderem Lenina (1943 i 1945) i Orderem Czerwonego Sztandaru Pracy (1939), dwukrotnie Nagrodą Stalinowską I stopnia (1946 i pośmiertnie 1952) i II stopnia (1943 i pośmiertnie 1951), Medalem „Za ofiarną pracę w Wielkiej Wojnie Ojczyźnianej 1941–1945” i Medalem 800-lecia Moskwy (1947). Instytut historii techniki Rosyjskiej Akademii Nauk nosi jego imię, a od 1951 corocznie przyznawany jest złoty medal jego imienia za najlepszą pracę z zakresu fizyki.
W 1935 r. odwiedził warszawską szkołę luminescencyjną stworzoną przez Stefana Pieńkowskiego.